# Kaupo af Turaida
Kaupo af Turaida  (døde 21. september 1217) var lederen af det liviske folk i begyndelsen af det 13. århundrede, i hvad der nu er en del af Letland. Han kaldtes for "Kongen af Livland"; i den Livlandske krønike  kaldes han for "kvasi rex" – "som en konge".
Han var den første fremtrædende liver der blev kristen. Han blev muligvis døbt omkring 1191 af en præst kaldet Theoderic. Han blev en ivrig kristen og ven af Albert af Riga, biskop af Riga, der i 1203–04 bragte ham hele vejen til Rom og præsenterede ham for Pave Innocens 3. Paven var imponeret over den konverterede hedenske høvding og gav ham en bibel. Inden han kom hjem fra rejsen, gjorde hans stamme oprør mod ham, og Kaupo var med til at erobre og ødelægge sin egen tidligere Turaida Borg i 1212. Borgen blev genopbygget to år senere som en borg i sten, der er velbevaret selv i dag.
Kaupo deltog i de nordiske korstog mod de endnu hedenske beslægtede estere og blev dræbt i Slaget på Matthæus' Dag i 1217 af tropper tilhørende den estiske leder Lembitu. Kaupo havde ikke mandlige arvinger, da hans søn Bertold var blevet dræbt 1210 i slaget ved Ümera mod esterne. Han overlod sin arv til kirken, men Lieven-familien hævdede senere, at deres kvindelige linje nedstammede fra Kaupo.
Moderne ester, letter og de få resterende liver deler ikke konsensus om Kaupos historiske rolle. Nogle betragter ham som forræder og fjendtlig agent. Andre betragter ham som en visionær leder, der ønskede at liverne skulle være en del af den kristne og europæiske kultur. Begge disse bedømmelser måler den middelalderlig høvding med en alen fra 1800-tallets nationalisme. Lettiske legender er dog entydige: Der er han opkaldt "Kaupo den forbandede, livernes svøbe, ... Kaupo der har solgt sin sjæl til de udenlandske biskopper".